# Ri Chongok

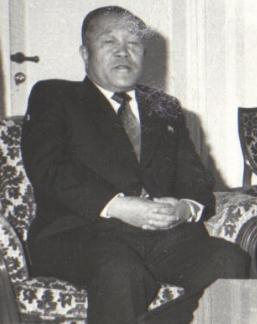
Li Jong-ok

Li Jong-ok (1916-1999) là cựu Thủ tướng Cộng hòa Dân chủ Nhân dân Triều Tiên từ năm 1977 đến năm 1984. Ông là người kế nhiệm Pak Song-chol.